# Лавренюк Сергій Павлович
Сергі́й Па́влович Лавреню́к (4 листопада 1946, Посива Острозького району — 4 червня 2008) — заслужений професор Львівського національного університету імені Івана Франка, доктор фізико-математичних наук.

## Коротка біографія
Походить з селянської родини. Закінчив Кутянську середню школу із золотою медаллю. 1969 року закінчує механіко-математичний факультет Львівського державного університету імені Івана Франка.
1972 року закінчує аспірантуру на кафедрі диференціальних рівнянь.
1973 року під керівництвом доцента Є. М. Парасюка захищає кандидатську дисертацію: «Про деякі обернені задачі теорії потенціалу».
В 1974—1976 роках — старший викладач, в 1976—1996 — доцент кафедри диференціальних рівнянь.
1983 року стає завідувачем кафедри диференціальних рівнянь, очолює до 2000 року.
У 1995 році захищає докторську дисертацію: «Задачі для еволюційних систем з виродженням, які містять другу похідну за часом». У ній йдеться про «питання коректності мішаних задач та задачі Фур'є для систем еволюційних рівнянь з другою похідною за часом, частина з яких чи навіть всі вироджуються на деякій гіперплощині t=const».
Кінцем 1990-х років започатковує на кафедрі диференціальних рівнянь нову спеціальність — «Математична економіка» — згодом перетворено на механіко-математичному факультеті у кафедру математичної економіки та економетрії — очолює з 2006.
В 1997—2006 роках працює професором кафедри диференціальних рівнянь.
2004 року Вчена рада університету присвоює йому почесне звання «Заслужений професор Львівського національного університету імені Івана Франка».
У 1999—2005 роках одночасно викладає як професор в Краківській політехніці імені Тадеуша Костюшки, в 2005—2007 працює також професором Жешівського університету.
В його творчому доробку більше 100 наукових праць, 9 навчальних посібників та підручників.
Як педагог керував захистом 13 кандидатських дисертацій.
В площині його наукових інтересів були:
- еволюційні рівняння та асоційовані з ними варіаційні нерівності, які містять чи тільки першу, чи першу та другу похідні за часовою змінною, та характеризуються хоча б однією з таких властивостей як: виродженість, необмежена область задання,
- степенева нелінійність,
- узагальнені розв'язки — в розумінні інтегральної тотожності чи рівності майже скрізь- відповідних задач та нерівностей,
- досліджував деякі властивості узагальнених розв'язків.

В ході своїх досліджень отримав нові результати щодо однозначної розв'язності задач для:
- нелінійних параболічних,
- псевдопараболічних,
- ультрапараболічних,
- гіперболічних рівнянь та їх систем зі змінними показниками нелінійності,
- для асоційованих з ними варіаційних нерівностей.

Займався розширенням відомих класів рівнянь за рахунок нових рівнянь та їх систем.
Для деяких класів рівнянь сформулював та дослідив задачі, які раніше не розглядалися.